# 邁因斯托爾鎮區 (阿肯色州格林縣)
邁因斯托爾鎮區（英語：Main Store Township）是位於美國阿肯色州格林縣的一個行政鎮區。

## 地方資料
邁因斯托爾鎮區的面積為58.59平方千米，當中陸地面積為58.56平方千米，而水域面積為0.03平方千米。根據2010年美國人口普查的數據，當地共有人口230人，而人口密度為每平方千米3.93人。